# Szopka neapolitańska

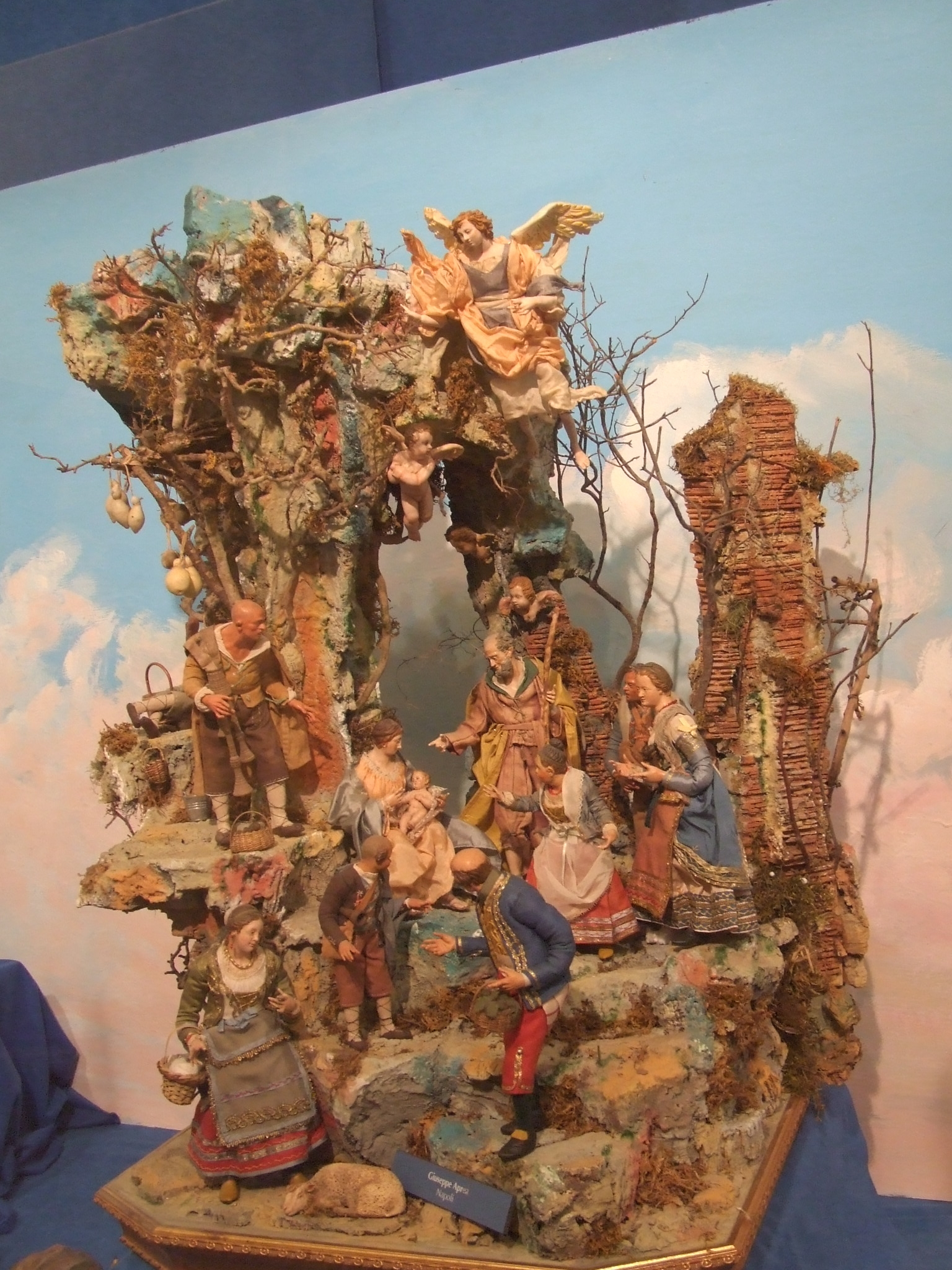
szopka neapolitańska

Szopka neapolitańska – odmiana szopki bożonarodzeniowej z Neapolu, która cieszy się takim samym wielkim powodzeniem we Włoszech, jak w Polsce szopki krakowskie.
Po raz pierwszy szopka w Neapolu stanęła w XIII wieku, w kościele Santa del Presepe.
Szczyt popularności i kunsztu wykonania szopek neapolitańskich przypada na wiek XVIII. Wykonywano je na dworach królewskich i książęcych, w domach mieszczańskich i biednych chatach. Były zwyczajowymi podarkami w okresie Bożego Narodzenia.
Wykonane są najczęściej z malowanej terakoty, rzadziej z korala lub muszli morskich. Scenerią jest architektura Neapolu bądź krajobraz jego okolic.

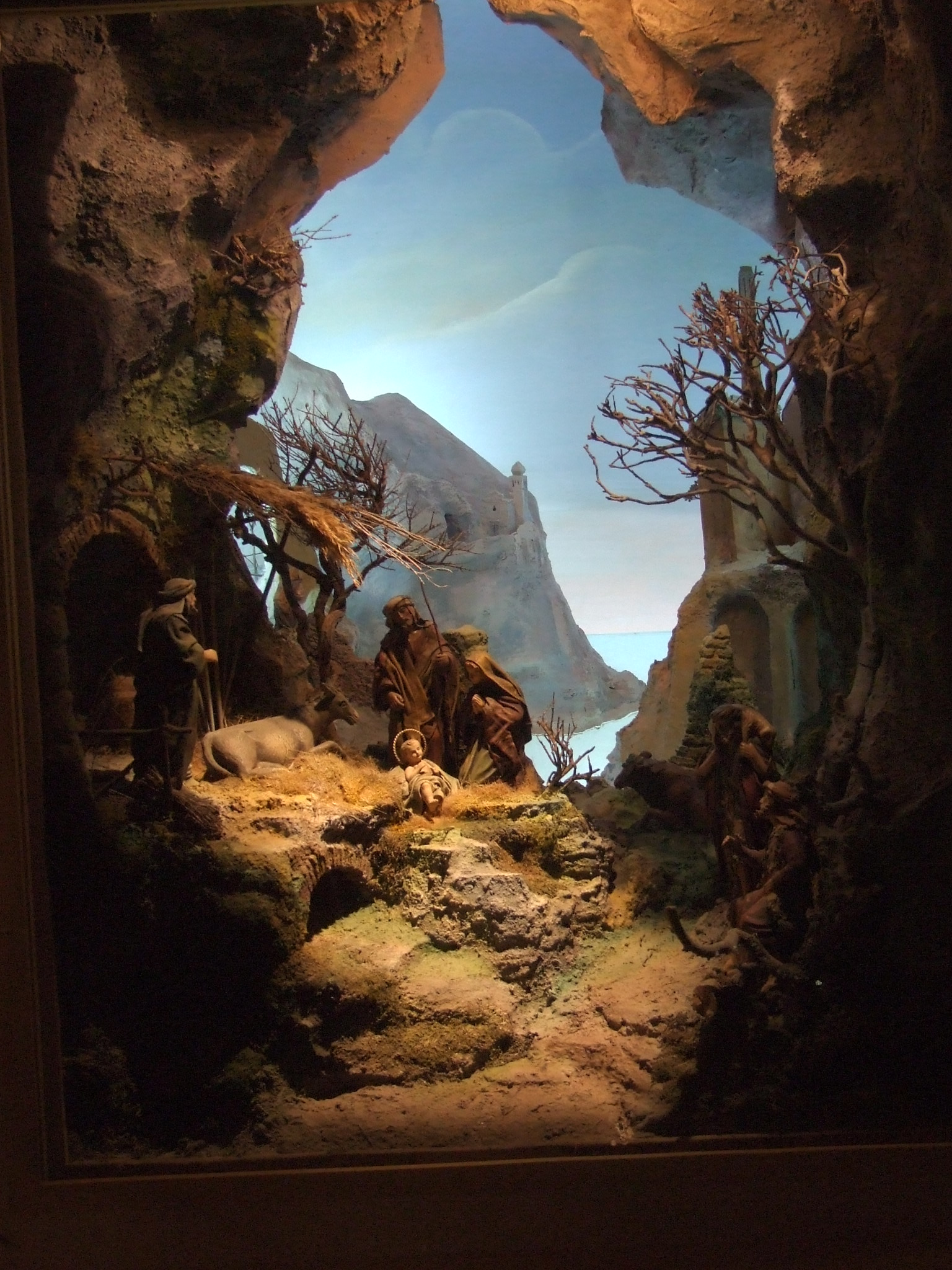
szopka neapolitańska

Były często dziełem najlepszych włoskich architektów, rzeźbiarzy, złotników i krawców. Wykonane z wielkim realizmem, odwoływały się do scen z życia codziennego; poza postaciami Świętej Rodziny i pasterzy, zapełniały się figurkami rzeźników, winiarzy, tkaczy, garncarzy, ukazanych przy swoich warsztatach. Realizm scen podkreślają rekwizyty zaczerpnięte z codzienności: studnia, piec, stawiane w centrum szopki, częsty jest motyw jadła: kosze owoców, ryb, michy makaronu, bochny chleba.
Przedstawiane postacie ukazane są w całym bogactwie gestów, wyrazistości mimiki i grymasów, odciskają się na nich i piękno i ułomności ludzkie. Stroje z epoki, utrzymane w konwencji "mokrych szat" nadającej dynamizm postaciom, szyte są z najlepszych tkanin, złocenia wykonane z prawdziwego złota.
Niezwykłym osiągnięciem perspektywy uzyskanej grą świateł i konsekwentnym budowaniem planów na niewielkiej przestrzeni są kompozycje, których scenerią są wąskie, kamienne uliczki Neapolu czy górzysty krajobraz za miastem.
Niektóre szopki tak dalece zatraciły się w swym realizmie, że zupełnie brak w nich akcentów religijnych, przedstawiają zwykłych ludzi, wykonujących swą codzienną pracę. Ale są też takie szopki, że mimo iż nie pokazano w nich Boga wprost, jest on obecny: np. w scenie mieszczki na balkonie, która widać, że wybiegła w nagłym pośpiechu przez otwarte drzwi od pokoju i wypatruje intensywnie czegoś przed sobą. Kontemplacyjny Bóg natomiast zamieszkał w scenie z wnętrza izby, w postaci klęczącego mężczyzny, pokornie zwróconego w stronę otwartej sieni, przez którą wlewa się do środka łagodne światło.
W miejscowości Giffonii, w XII-wiecznym opactwie franciszkanów od kilkunastu lat organizowana jest doroczna wystawa szopek regionu Campania, na której prezentowane są też szopki z innych krajów, m.in. polskie szopki krakowskie.
W Polsce szopki neapolitańskie po raz pierwszy wystawiono w Krakowie w 2006 roku w Muzeum Historycznym Miasta Krakowa, przy okazji wystawy szopek krakowskich wykonanych na 64 konkurs szopek krakowskich.